# Two-Fisted Tales
Two-Fisted Tales est un comic book américain créé par Harvey Kurtzman et publié par EC Comics. Il fait suite à The Haunt of Fear et pour cela commence au numéro 18. Chaque numéro de ce bimestriel comporte quatre histoires. À l'origine, il s'agit de récits d'aventures mais le début de la guerre de Corée amène Harvey Kurtzman a écrire uniquement des récits guerriers. La fin de la guerre est probablement l'une des causes de la chute des ventes. À partir du numéro 36 John Severin devient rédacteur en chef du comic book (bien que Kurtzman soit toujours crédité) et Two-Fisted Tales est de nouveau un comics d'aventures. Il cesse de paraître au numéro 41.

## Historique de publication
Alors que Harvey Kurtzman n'est encore que dessinateur chez EC Comics, il propose à William Gaines, propriétaire, éditeur et parfois scénariste pour sa maison d'édition, de créer un comic book d'aventures. Gaines accepte et Kurtzman devient rédacteur en chef d'un nouveau magazine nommé Two-Fisted Tales. La guerre de Corée va influencé le contenu de ce comics car il sera constitué uniquement de récit de guerre et souvent d'histoires se passant en Corée. Ainsi le septième numéro est consacré seulement à la situation en Corée et le neuvième a une seule bataille, celle de Changjin Reservoir.